# Jivina

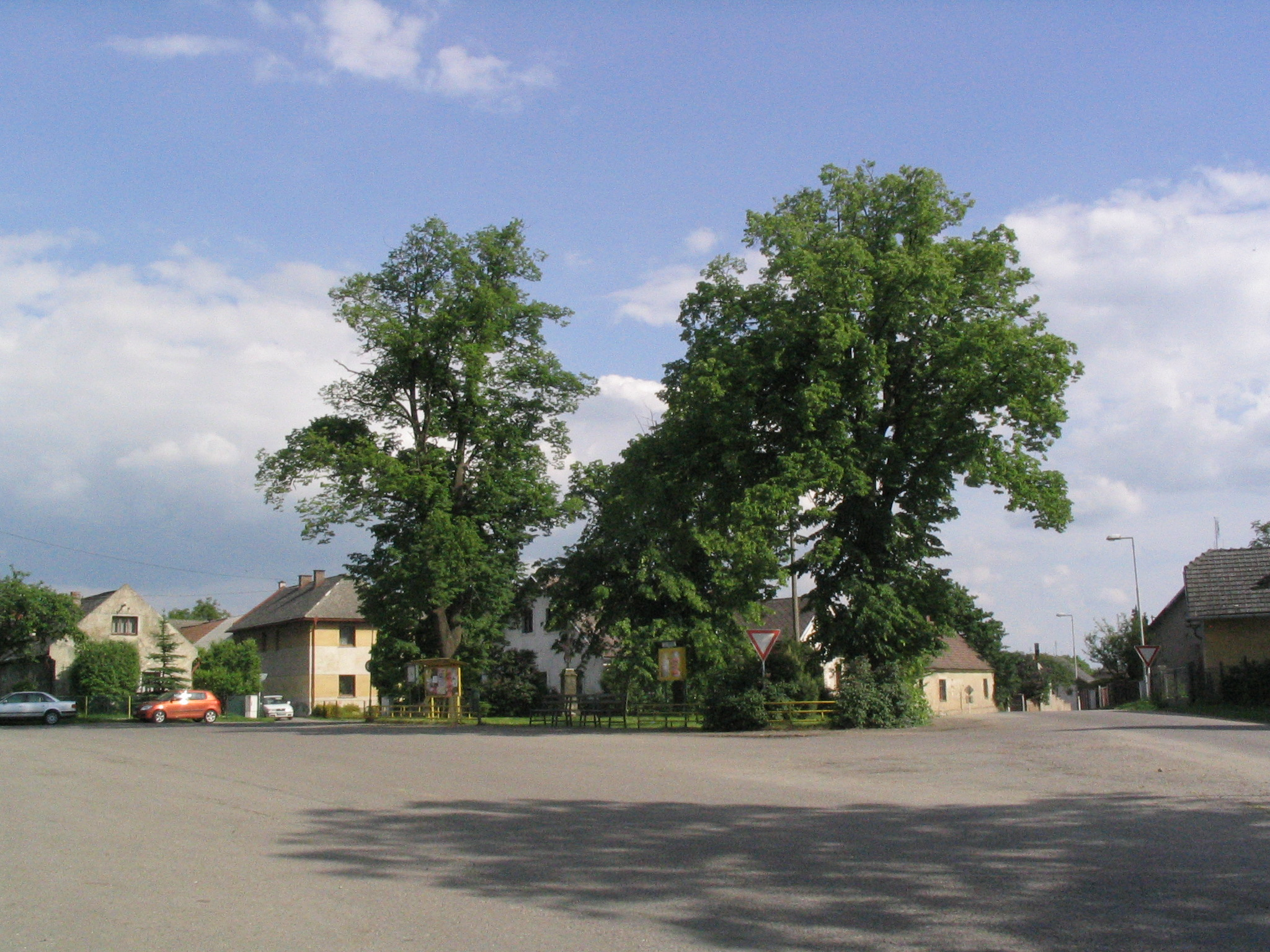
Dorfplatz in Jivina

Jivina (deutsch: Jiwina) ist eine Gemeinde im Okres Mladá Boleslav, Tschechien. Im Oktober 2008 lebten hier 422 Einwohner.

## Geographie
Der Ort liegt inmitten der Felder auf einem Höhenkamm zwischen den Tälern der Jizera, der Zábrdka (Kleiniserbach) und der Malá Mohelka (Kleine Mohelka). Die Landstraße von Klášter Hradiště nad Jizerou durchquert Jivina und führt über Neveklovice weiter nach Norden in Richtung Osečná.
Nachbarorte sind Neveklovice, Mukařov u Jiviny und Mohelnice nad Jizerou im Norden sowie Horní Bukovina, Klášter Hradiště nad Jizerou und Mnichovo Hradiště im Süden.

## Geschichte
Die schriftlichen Quellen verzeichnen den Ortsnamen 1400 als Gywyna, 1529 als gewina und 1556 als giwina vedle neweklowitz. Der Nachbarort Neveklovice gehörte bis 1920 und von 1964 bis 1991 zur Gemeinde Jivina. In den 1970er Jahren übernahm Jivina eine zentrale Funktion für die umliegenden Orte Mohelnice, Kozmice, Strážiště, Vicmanov, Borovice, Neveklovice und Mukařov. Der Zusammenschluss wurde jedoch nach 1991 aufgelöst, so dass zur Gemeinde Jivina nunmehr nur noch der gleichnamige Ort gehört.
Seit 1891 gibt es im Ort eine Grundschule. Zu Beginn des 20. Jahrhunderts entstanden weitere kulturelle Einrichtungen, darunter eine Laienbühne, eine Bücherei und eine landwirtschaftliche Schule, die bis 1948 in Betrieb war.
Nahe dem Dorf liegt der ehemalige Herrenhof Pachouň, dem die Bewohner Jivinas frondienstpflichtig waren. Ein Teil der herrschaftlichen Ländereien wurde in Landreformen 1922 und 1947 parzelliert und unter die Einwohner Jivinas aufgeteilt. Der Resthof arbeitet seit der Verstaatlichung 1948 als Landwirtschaftliche Genossenschaft weiter. Er betreibt neben Acker- und Obstbau eine große Rinder- und Schweinezucht.

## Sehenswürdigkeiten
- Am Dorfplatz steht eine geschützte Linde mit einem Alter von etwa 400 Jahren und einem Stammumfang von 495 cm.